# Corsa con i cani da slitta

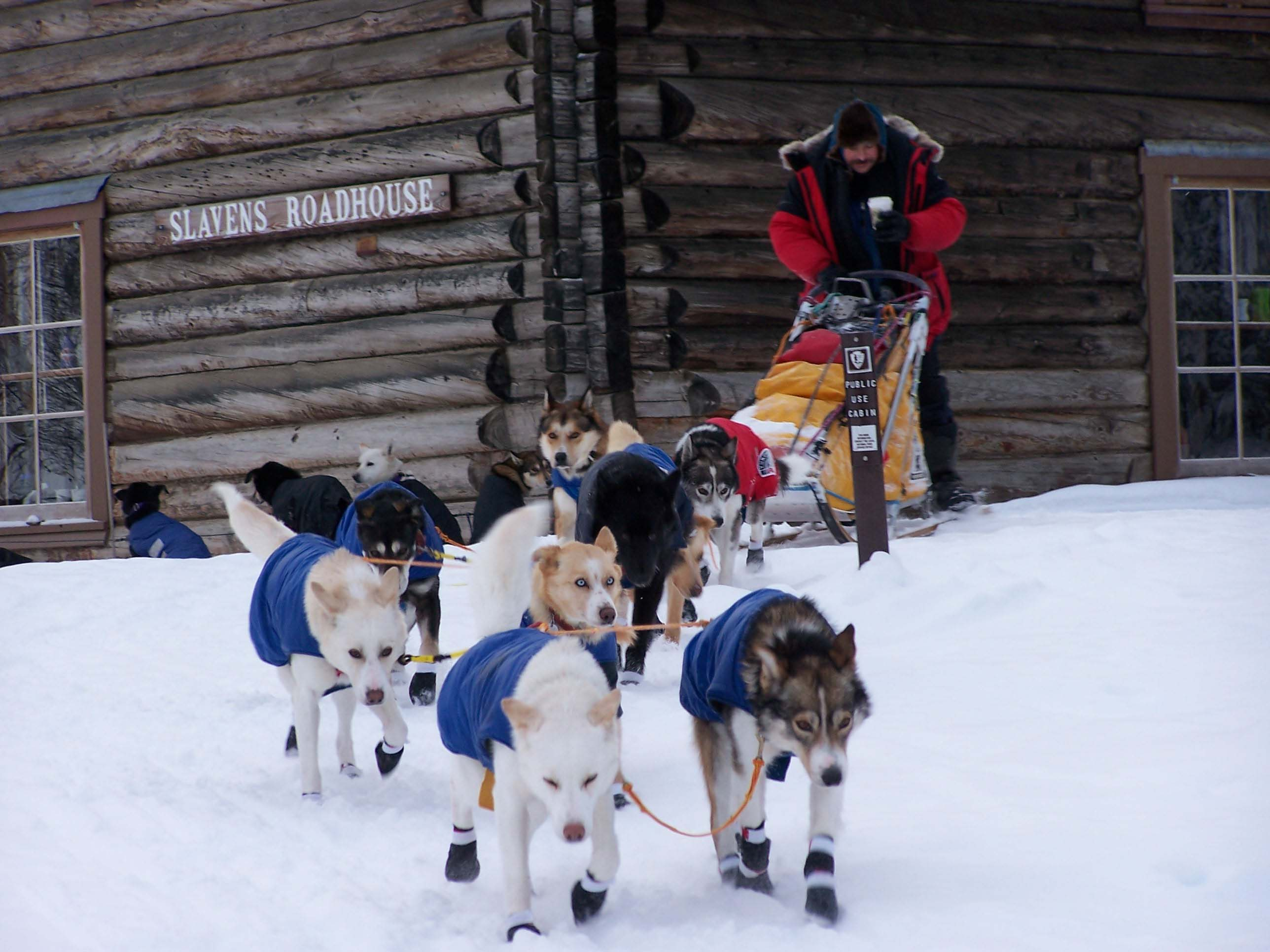
Un equipaggio di corsa con i cani da slitta

La corsa con i cani da slitta (anche indicata con i termini inglesi sleddog, sled dog racing o dog sled racing (da sled, slitta, dog, cane, e racing, sport)) è uno sport invernale praticato su slitte trainate da cani e guidate da un conduttore, detto con termine inglese musher.

## Descrizione
Di norma praticato sulla neve con cani di razza nordica come il Siberian Husky, l'Alaskan Malamute, il Samoiedo, il Groenlandese o con qualsiasi altra razza ed incroci, è possibile correre anche su sterrato in sella a carrelli a 4/3 ruote, in bicicletta, e anche usare cani di razze differenti. L'utilizzo di cani di razza nordica s'addice naturalmente alle temperature rigide alle quali si sottopone il team in corsa, mentre la purezza della razza è resa necessaria per l'equità delle condizioni di prestazione, oltre che per preservare la razza stessa da impoverimenti delle linee genetiche originali.
Ci sono quattro specialità: lo sprint, la media distanza, i long trail e le stage race. La sprint consiste in un percorso di pochi chilometri, invece la media distanza è una via di mezzo tra la sprint e la long trail perché la long trail consiste soprattutto nella resistenza dei cani e del musher. Le stage race sono le grandi corse a tappe come la famosissima Iditarod, la Yukon Quest e la francese La Grande Odyssee. Si annoverava tra le grandi stage race anche la Alpirod. Le gare più importanti e più difficili si svolgono nei paesi del nord Europa, ma è ormai diffuso anche in Italia non solo sulle Alpi ma anche in Appennino. La prima e più importante Traversata appenninica "Balla coi lupi" si svolge da dieci anni nel Parco nazionale dell'appennino tosco-emiliano e vede al via una quindicina di equipaggi provenienti da tutta Italia. Anche al Sud Italia, specialmente nella Sila calabrese e nel Pollino, con gare che continuano anche la notte.
Come per tutti gli sport esistono delle federazioni internazionali suddivise in pura razza e non.
La più importante al Mondo è la IFSS Federazione Mondiale aperta a tutte le razze e non e presente su tutti i continenti; è l'unica federazione per lo sleddog al mondo riconosciuta dal GAISF l'associazione Mondiale delle federazioni riconosciuta dal CIO.
A livello Europeo, ci sono l'ESDRA Federazione Mondiale aperta a tutte le razze e socio fondatore e membro della IFSS, la FISTC e la WSA due Federazioni solo di razze nordiche operanti esclusivamente sul territorio Europeo anche se annoverano qualche membro extraeuropeo.
In Italia esistono numerosi club, la Federazione Italiana Musher Sleddog Sport F.I.M.S.S. la quale ha presentato regolare domanda al CONI per il riconoscimento come Disciplina Sportiva Associata protocollo n. 10.750 e che detiene gli accrediti più importanti cioè quelli I.F.S.S. ESDRA e FISTC questi ultimi in condivisione con il Club Italiano Sleddog, la ASD Antartica Associazione Italiana Sleddog e ASD Lucky sleddog Club South Tyrol che detengono in condivisione gli accrediti WSA, la F.I.S.C. Federazione Italiana Sport Cinofili partner esclusivo della F.I.M.S.S. e numerosi altri piccoli club e associazioni di sleddog.
Sul territorio, la Federazione Italiana Musher Sleddog Sport F.I.M.S.S ha istituito dei centri permanenti per l'insegnamento e la pratica dello sleddog:
- Centro Federale Nazionale Sleddog di Millegrobbe/Lavarone (TN) gestito dalla Scuola Sleddog Federale Nazionale[8] e base operativa dell'Associazione Musher Trentini e Sudtirolesi;
- Centro Federale Sleddog Centro-Sud Italia a Spello (PG) gestito dal Macchiascura Sleddog Club ASD

### Categorie
Le categorie dello sleddog si dividono in due gruppi: su neve o su terra.
Le categorie su neve sono:
- sleddog: slitta trainata da 2-4-6-8 o illimitati cani
- skijöring: sciatore con sci di fondo con cane
- pulka scandinava: sciatore di fondo con uno slittino tra sé e il cane

Le categorie su terra sono:
- canicross: inizialmente chiamata "Dog trekking" corsa a piedi con uno/due cani
- bike-joring: corsa in bicicletta con uno/due cani
- dog-scooter: monopattino a ruote grandi con uno/due cani
- cart: carrello a tre/4 ruote con 2-4-6-8 o illimitati cani